# Lucie Félix-Faure Goyau
Lucie Faure-Goyau (Amboise, França, 4 de maig de 1866 - París, 22 de juny de 1913) va ser una escriptora, poetessa i intel·lectual francesa coneguda per les seves produccions literàries filosòfiques i religioses i per haver estat membre del jurat del Premi Femina (1904).

## Biografia
Lucie-Rose-Sérapine-Élise Faure era filla del President de la República Francesa Félix Faure i de Berthe Belluot. Tenia una germana, Antoinette, amb la qui va viure una infància més o menys tranquil·la. Les dues germanes van ser amigues, durant la seva joventut, de Marcel Proust, amb el qual van haver-hi inclús projectes de casament. Tot i així, amb la mort del seu pare l'any 1899, aquests projectes van defallir. L'any 1895, fundà, juntament amb Apolline de Gourlet, la “Ligue fraternelle des enfants de France”, una institució benèfica i de solidaritat entre la joventut.
L'any 1903, es casà amb un intel·lectual i “home de lletres” francès, Georges Goyau, a l'Església de Saint-Honoré-d'Eylau.
Comença a ser reconeguda com a poetessa en el moment en què diversos dels seus poemes són introduïts en diferents diaris i revistes, com per exemple, la “Revue des Deux Mondes”. A més, comença a publicar, sota el nom de “Lucie Félix-Faure Goyau”, unes quantes obres d'aspecte més assagístic, com poden ser els seus treballs sobre Newman (Newman, sa vie et ses œuvres, 1901) o sobre l'obra literària de Dante (Les Femmes dans l'œuvre de Dante, 1902), a més de la seva biografia sobre la vida d'Eugénie de Guérin (À propos du centenaire d'Eugénie de Guérin, 1906). Segons Alphonse Seché (periodista, poeta, escriptor i director de teatre francès, 1876-1964), aquests treballs “han pogut revelar la altíssima cultura filosòfica de l'esperit i ànima d'aquesta autora i el seu profund sentit i coneixement de la bellesa moral i literària”.
Mme Félix-Faure Goyau destaca per ser molt creient, fidel a l'Església Catòlica i, conseqüentment, la majoria dels temes tractats en els seus poemes i escrits són relacionats amb la fe i la moral religiosa. Dona molt cultivada en les arts i la cultura clàssica, sabia llegir llatí i grec. A més, dominava també la llengua anglesa, cosa que li va ser força útil durant el transcurs de la seva vida, ja que va realitzar nombrosos viatges que li van servir d'inspiració a l'hora d'escriure.
Ernest Tissot considera aquesta autora una de les figures més particulars entre les poetesses del segle xix, dient que és representativa "de tota una categoria social dins de la França d'avui en dia".

## Obra
Tota l'obra de Lucie Félix-Faure Goyau ressona filosofia, una filosofia serena i creient. El seu llenguatge literari és calmat, harmoniós, precís i gairebé greu, seriós, evocant el món clàssic i antic. En alguns poemes i textos, però, s'allunya d'aquesta vessant tant religiosa i se centra en el sentiment l'emoció del "jo" poètic.
- Une excursion en Afrique, 1888[4]
- Promenades florentines, 1891[5]
- Méditerranée, notes de voyages, 1896

- Newman, sa vie et ses œuvres, 1901
- Les Femmes dans l'œuvre de Dante, 1902
- Méditerranée : l'Égypte, la Terre Sainte, l'Italie, ed. Félix Juven, 1903[6]
- Nouvelles promenades florentines, ed. L. Gilbert Genève, 1904[7]
- L'Arbre des fées, 1905
- La Vie nuancée : France, Italie, Grèce, Recueil de poèmes, ed. Plon-Nourrit et Cie, 1905
- À propos du centenaire d'Eugénie de Guérin, 1906
- Vers la joie. Âmes païennes, âmes chrétiennes : les tristesses de l'âme païenne, Christina Rossetti, Eugénie de Guérin, sainte Catherine de Sienne, 1906.
- Chansons simplettes pour les petits enfants, illustrations de Paul Helleu, ed. d'Art de la Phosphatine Falières, 1906.
- Carlo Gozzi et la Féerie vénitienne, 1910
- La Vie et la Mort des fées, essai d'histoire littéraire, 1910[8]
- Trois amies de Chateaubriand, 1911
- Spectacles et reflets. L'Âme des enfants, des pays et des saints, 1912
- Un consolateur et une consolée, esquisses d'âmes païennes, 1913
- Visions mystiques dans l'Angleterre du Moyen Âge, 1913
- Choses d'âme : méditations, fragments de journal, prières, 1914
- Christianisme et culture féminine. Sainte Radegonde. La culture de la femme au Moyen Âge. Les femmes de la Renaissance. Regards de femmes sur l'au-delà : sainte Gertrude, sainte Mechtilde. Le livre des recluses. Juliane de Norwich, 1914.
- Un pressentiment païen du Calvaire, le "Prométhée" d'Eschyle, 1914
- L'Évolution féminine. La femme au foyer et dans la cité, 1917
- L'âme des enfants des pays et des saints : spectacles et reflets, ed. Perrin, 1924[9]
- Frammenti, 1925

## Articles acadèmics relacionats
- Ducas Sylvie. "La place marginale des écrivains dans le palmarès des grands prix d'automne". In: Outre-mers, tome 88, n°332-333, 2e semestre 2001. collectes et collections ethnologiques : une histoire d'hommes et d'institutions. pp. 347-388.
- Charron, Hélène. "Féministes et femmes de lettres dans le domaine de la sociologie française avant 1914." Recherches féministes, volume 24, numéro 1, 2011, p. 137–153.
- Ducas, Sylvie. "Le prix Femina : la consécration littéraire au féminin." Recherches féministes, volume 16, numéro 1, 2003, p. 43–95.
- Diebolt Evelyne. "Les femmes engagées dans le monde associatif et la naissance de l'Etat providence". In: Matériaux pour l'histoire de notre temps, n°53, 1999. Protection et politiques sociales en Europe,<<< sous la direction de René Girault . pp. 13-26.